# Tachinaephagus lutheri
Tachinaephagus lutheri är en stekelart som först beskrevs av Girault 1924.  Tachinaephagus lutheri ingår i släktet Tachinaephagus och familjen sköldlussteklar. Inga underarter finns listade i Catalogue of Life.